# Krzywe (hromada Kozowa)
Krzywe – wieś na Ukrainie w rejonie tarnopolskim należącym do obwodu tarnopolskiego. Wieś liczy 661 mieszkańców.
Znajdują tu się przystanki kolejowe Krzywe i Litiatyn, położone na linii Tarnopol – Stryj.

## Historia
Własność Suchodolskich, a do 1939 hr. Zaleskich herbu Dołęga. 
W II Rzeczypospolitej miejscowość w powiecie brzeżańskim województwa tarnopolskiego. W 1939 r. wieś liczyła 1450 mieszkańców, z których ok. 59% stanowili Polacy. W latach 1943–1945 nacjonaliści ukraińscy z  OUN-UPA zamordowali tutaj 11 Polaków i 7 ukrywających się Żydów.
We wsi urodził się działacz nacjonalistyczny Mychajło Hałasa – członek UWO, tarnopolski okręgowy dowódca OUN.

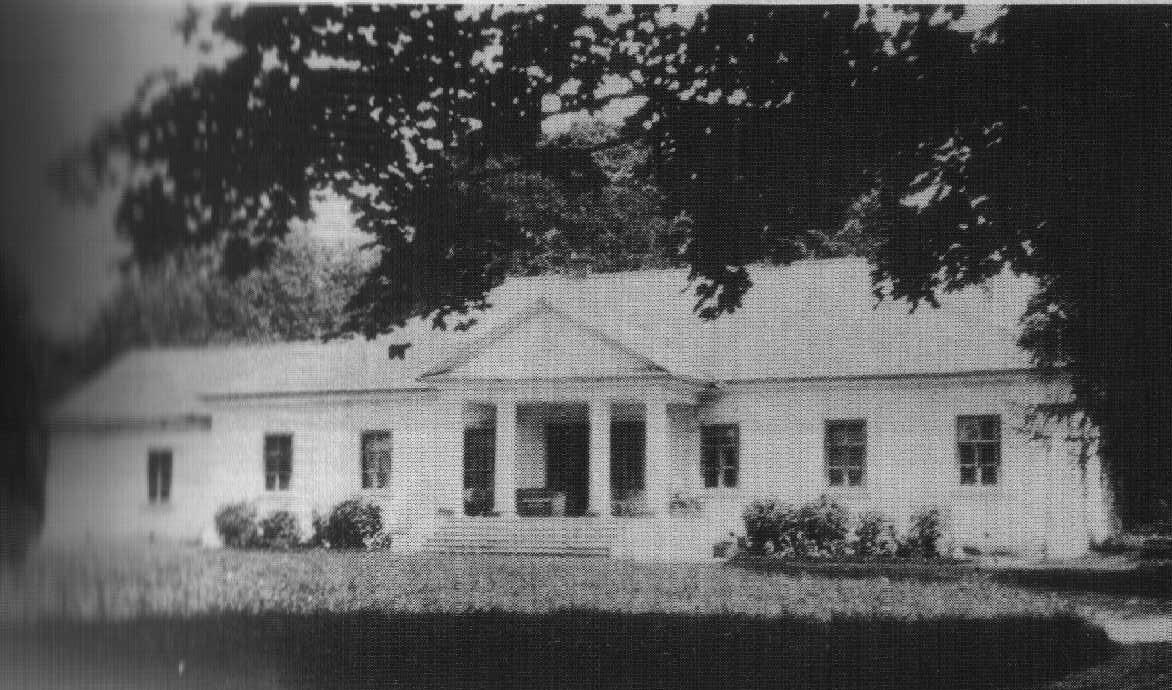
Krzywe dwór Suchodolskich, następnie Zaleskich